# Funki Porcini
Funki Porcini, a właściwie James Bradell – muzyk i DJ z Londynu. Nagrywa dla niezależnej brytyjskiej wytwórni Ninja Tune. Muzyka, którą tworzy, to mieszanka funku, trip-hopu, jazzu, chilloutu i hip-hopu. Gra od 1979 roku. Artystą, który go inspirował do zajęcia się muzyką, był James Brown.

## Dyskografia
- Hed Phone Sex (maj 1995)
- Love, Pussycats and Carwrecks (czerwiec 1996)
- Let's See What Carmen Can Do (kwiecień 1997)
- The Ultimately Empty Million Pounds (marzec 1999)
- Fast Asleep (29 lipca 2002)
- Plod (1 grudnia 2009)
- On (3 maja 2010)
- One Day (11 grudnia 2011)
- Le Banquet Cassio (12 czerwca 2013)
- Conservative Apocalypse (2016)
- The Mulberry Files (2018)
- Studio 59 (2019)
- Boredom Never Looked so Good (2020)
- Motorway (2020)
- Drift to This (2021)
- Where the Sauce is Deluxe (2022)